# Абгінавадітья
Абгінавадітья (*д/н —646) — магараджагіраджа і прітхві-валлабха держави Чалук'я у 645–646 роках.

## Життєпис
Син Адітья-вармана. Відомостей про нього обмаль. Єдиним історичним джерелом, яке згадує про нього, є напис на мідній пластині в Нелкунді (виявлено та досліджено у 1950-х роках). Після загибелі батька у війні з Паллавами 645 року спадкував владу, що протирічило традиціям Чалук'їв.
Згадується, що він дарував село Нелкунда, розташоване в вішая (районі) Учча-шрінга брагману Куппашарману. Нелкунда може бути ототожнена з сучасною Налкундою в районі Даванагере штату Карнатака.
Ймовірно воював з Паллави. 646 року загинув за невідомих обставин: в битві з паллавськими військами або повалено стрийком Чандрадітьєю.